# Wim Velema
Willem Hendrik Velema (Drachten, 15 november 1929 – 18 april 2019) was een Nederlands hoogleraar, predikant en theoloog. Hij was lid van de Christelijke Gereformeerde Kerken.

## Leven en werk
Wim Velema werd in 1929 te Drachten geboren als een zoon van de predikant Hendrik Velema (1889-1948). Zijn broers Jan (1917-2007) en Koen (1922-1997) waren eveneens predikant. Na het gymnasium studeerde hij theologie en hij promoveerde in 1957 tot doctor aan de Vrije Universiteit Amsterdam op het proefschrift De Heilige Geest bij Abraham Kuyper. Hij begon zijn loopbaan als predikant te Eindhoven en vervolgens was hij werkzaam te Leiden. 
Velema werd in 1966 benoemd tot hoogleraar nieuwtestamentische vakken, ambtelijke vakken en ethiek aan de Theologische Universiteit Apeldoorn. In 1996 ging hij met emeritaat. Naast zijn functie als hoogleraar was hij als bestuurslid betrokken bij diverse kerkelijke en maatschappelijke organisaties. Velema was van 1980 tot 1990 panellid van het EO-radioprogramma Deze Week. 
Velema overleed in 2019 op 89-jarige leeftijd.

## Publicaties
Een deel van de publicaties van Wim Velema.
- (1968). Nieuwe wegen, oude sporen. Apeldoorn: Uitgeverij Semper Agendo BV.
- (1969). Herleving van de natuurlijke ethiek tegen de achtergrond van de secularisatie. Kampen: Uitgeverij J.H. Kok.
- (1971). Aangepaste theologie. Amsterdam: Buijten & Schipperheijn.
- (1975). Bezinning op bevrijding in de oecumene: referaten gehouden op de informatiedag van 3 mei 1975 te Putten. Amsterdam: Buijten & Schipperheijn.
- (1978). Solidariteit en antithese. Een theologische peiling. Kampen: Uitgeverij J.H. Kok.
- (1978). Kernpunten uit het christelijk geloof. Utrecht: Uitgeverij Mozaïek.
- (1987). Wet en evangelie. Kampen: Uitgeverij J.H. Kok.
- (1992). Beknopte Gereformeerde dogmatiek (met Genderen, J. van). Kampen: Uitgeverij J.H. Kok.